# Pterostichus primus
Pterostichus primus är en skalbaggsart som beskrevs av Darlington 1931. Pterostichus primus ingår i släktet Pterostichus och familjen jordlöpare. Inga underarter finns listade i Catalogue of Life.